# Filoktetes
Filoktetes var i grekisk mytologi son till kung Poeas av Meliboea i Thessalien. Historien om honom berättas av Sofokles, såväl som Vergilius, Pindaros, Seneca, Quintilianus och Ovidius. Han var en av argonauterna och vän till Herakles.

## Herakles död
Hjälten Herakles hade blivit förgiftad av kentauren Nessos blod och led svåra plågor. För att få slut på sitt lidande beslöt Herakles att han skulle brännas levande. När Herakles hade bestigit sitt likbål ville emellertid ingen tända det. Filoktetes gick till slut med på att tända bålet och fick som belöning Herakles båge och pilar. Pilarna hade doppats i hydrans gift. Filoktetes svor att aldrig avslöja platsen där Herakles aska gravsatts.

## Deltagande i det trojanska kriget
Filoktetes for till Sparta och blev en av den Sköna Helenas friare. Då hon gifte sig med Menelaus, svor alla friarna att de skulle beskydda Helena. Efter att Helena rymt med den trojanske kungasonen Paris, utbröt det trojanska kriget. Filoktetes anslöt sig till de grekiska styrkor som seglade mot Troja. 
På vägen till Troja landsattes Filoktetes på ön Lemnos. Det finns två olika historier orsaken till detta. Båda versionena berättar att Filoktetes fick ett sår på foten som varade och luktade fruktansvärt. De skiljer sig emellertid åt beträffande hur Filoktetes fick såret. En version berättar att han på den obebodda ön Chryse i närheten av Lemnos blev biten av en orm som Hera sänt ut för att straffa honom för att han varit i Herakles, Zeus oäkta sons, tjänst. I en annan version tvingade grekerna Filoktetes att avslöja var Herakles aska låg begravd. Filoktetes ville inte muntligen bryta sitt löfte att inte berätta var askan fanns, men han gick till platsen och satte sin fot där. När hans fot rörde jorden över askan uppstod ett sår.
Eftersom det infekterade såret spred en outhärdlig stank lät Odysseus skilja Filoktetes från den grekiska hären och lämnade honom på Lemnos. Befälet över Filoktetes män övertogs av Medon. Först efter tio år blev han hämtad av hellenerna när de insåg att de inte utan hans hjälp kunde inta Troja. Efter ankomsten till grekernas läger vid Troja helades hans sår och med Herakles pilar medverkade han till erövringen av den belägrade staden.